# Farkostteknik
Farkostteknik, T, är ett utbildningsprogram vid Kungliga Tekniska högskolan i Stockholm.
T är ett systerprogram till F, Teknisk Fysik, där båda ges av "Skolan för teknikvetenskap". Utbildningsprogrammet utbildar civilingenjörer inom bland annat Flyg- och rymdteknik, Marina system, Fordonsteknik, Teknisk mekanik, Tillämpad matematik och Beräkningsmatematik.
Farkostteknik skapades efter Teknisk Fysik, vilket betydde att förkortningen F redan var upptagen, och därför fick farkost förkortningen T.